# كبير بيدي
كبير بيدي (بالإنجليزية: Kabir Bedi)‏ ممثل هندي عالمي (ولد يوم 16 يناير من العام 1946) بدايته كانت في اوخر الستينات من القرن العشرين، حيث برز كممثل ادوار شريره ومسانده، بعدها كانت انطلاقته العالميه في أفلام مثل جيمس بوند و سندوخان والمسلسل الأمريكي الجرئ والجميلات.

## روابط خارجية
- كبير بيدي على موقع IMDb (الإنجليزية)
- كبير بيدي على موقع ألو سيني (الفرنسية)
- كبير بيدي على موقع أول موفي (الإنجليزية)
- كبير بيدي على موقع قاعدة بيانات الأفلام السويدية (السويدية)
- كبير بيدي على موقع إن إن دي بي (الإنجليزية)
- كبير بيدي على موقع ديسكوغز (الإنجليزية)
- كبير بيدي على موقع قاعدة بيانات الفيلم (الإنجليزية)
- كبير بيدي على موقع كينوبويسك (الروسية)